# Georg W. Bertram
Georg W. Bertram (* 1967 in Gießen) ist ein deutscher Philosoph.

## Leben
Nach der allgemeinen Hochschulreife 1986 in Esslingen erwarb er 1993 den MA in Philosophie und Germanistik an der Universität Gießen, 1997 die Promotion in Gießen bei Odo Marquard und Martin Seel, 2004 die Habilitation an der Universität Hildesheim bei Günter Abel, Tilman Borsche und Martin Seel und 2005 die positive Zwischenevaluation als Juniorprofessor für Philosophie an der Universität Hildesheim. Seit 2007 ist er W2-Professor für Philosophie (theoretische Philosophie mit den Schwerpunkten Ästhetik und Sprachphilosophie) an der FU Berlin.
Seine Arbeitsschwerpunkte sind Ästhetik, Anthropologie und Philosophie der Kultur, Erkenntnistheorie, hermeneutische, neostrukturalistische und postanalytische Gegenwartsphilosophie, kritische Theorie, Philosophie des deutschen Idealismus (bes. Hegel), Philosophie des Geistes (bes. Philosophie des Selbstbewusstseins), Sozialontologie und Sprachphilosophie (und Philosophie symbolischer Medien).

## Schriften (Auswahl)
- Hermeneutik und Dekonstruktion. Konturen einer Auseinandersetzung der Gegenwartsphilosophie. Wilhelm Fink, München 2002, ISBN 3-7705-3643-6.
- Die Sprache und das Ganze. Entwurf einer antireduktionistischen Sprachphilosophie, Velbrück, Weilerswist 2006, ISBN 978-3-938808-15-3.
- Sprachphilosophie zur Einführung, Junius, Hamburg 2011, ISBN 978-3-88506-681-1.
- Kunst als menschliche Praxis. Eine Ästhetik, Suhrkamp, Berlin 2014, ISBN 978-3-518-29686-8.
- mit Michael Rüsenberg: Improvisieren! Lob der Ungewissheit, reclam, Ditzingen 2021, ISBN 978-3-15-014164-9.
- Hegels „Phänomenologie des Geistes“. Ein systematischer Kommentar, durchgesehene Ausgabe, reclam, Ditzingen 2021, ISBN 978-3-15-019443-0.
- Die Freiheit des Verstehens. Eine hermeneutisch-kritische Theorie, Suhrkamp, Berlin 2024, ISBN 978-3-518-30031-2.